# Kvarteret Barnmorskan

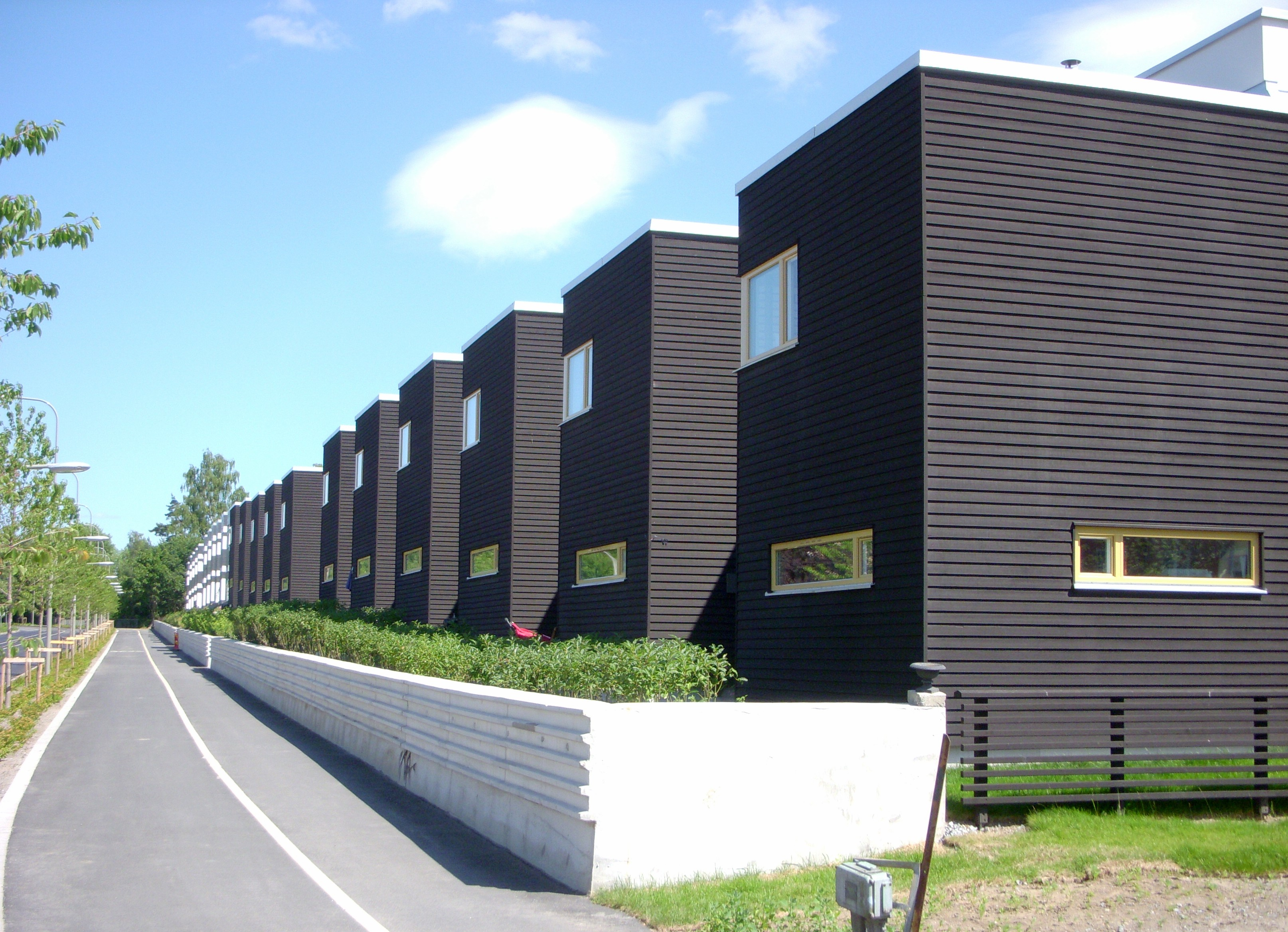
Barnmorskan 1 och 2, juli 2010.

Kvarteret Barnmorskan är ett  kvarter i Enskededalen i Söderort i Stockholm.  Området ligger söder om Dalen mellan Åstorpsringen och Dalgårdsvägen, inte långt från Gamla Tyresövägen och utgör den nordligaste delen av Kärringstan. På fastigheten Barnmorskan 1 och 2 uppfördes 2008-2010 ett bostadshusområde bestående av 22 radhus. Området vann 2011 tävlingen Årets Stockholmsbyggnad arrangerad av Stockholms stad.

## Bakgrunden
Stockholms Översiktsplan 1999 gav riktlinjer för hur Stockholms skall utvecklas, bland annat föreslås att “bygga staden inåt” genom förtätning av redan exploaterade stadsbygden. Under 2004 genomfördes ett omfattande programarbete för kompletteringsbebyggelse i Kärrtorp och delar av Enskededalen och Bagarmossen med syfte att skapa cirka 1300 nya lägenheter. Ett av dessa nya förtätningsområden är kvarteret Barnmorskan som tidigare var en smal, avlång park, cirka 25 meter bred och 200 meter lång. Marken ägs av Stockholms stad och uppläts med tomträtt till två privata byggherrar (Husab och Arkitektmagasinet). Detaljplanen för "del av Enskede Gård 1:1 vid kv Baderskan" vann laga kraft den 13 mars 2008. Planen skräddarsyddes efter byggherrarnas önskemål, där utvändig utformning, fasadmaterial och färgsättning angavs i detalj. Fastigheten fick sedan namnet Barnmorskan 1 och 2.

## Radhusområdet
I kvarteret Barnmorskan uppfördes mellan 2008 och 2010 22 radhus om fyra grupper med fem till sex hus i varje grupp. Radhusen är atriumhus med vinkelställda byggnadskroppar som skapar två gårdsliknande uterum.  Radhusen har getts en enhetlig, gemensam färgskala med kraftiga kontraster som blivit ett intressant inslag i stadsbilden vid Kärringstans villabebyggelse från 1920-talet. Färgerna svart, mörkgrå och vitt dominerar med snickeridetaljer i ockra. I de två sydliga längorna består fasadmaterialet av vit avfärgat puts och falusvart träpanel, medan de båda nordliga längornas fasader är klädda med  fibercementskivor i mörkgråa och varmvita färger. Entréerna har orienterats mot Dalgårdsvägen.
Interiört har husen en uppdelning med tre till fyra sovrum samt vardagsrum/allrum och kan därför fungera för familjer med många medlemmar, alternativt med större sammanhängande samvaroytor för en mindre familj. Boendeyta ligger på mellan 128 m2 och 142 m2. Den södra längan (Barnmorskan 1) ritades av GWSK Arkitekter och den norra (Barnmorskan  2)  av arkitekt Lasse Vretblad på Arkitektmagasinet.

## Bilder

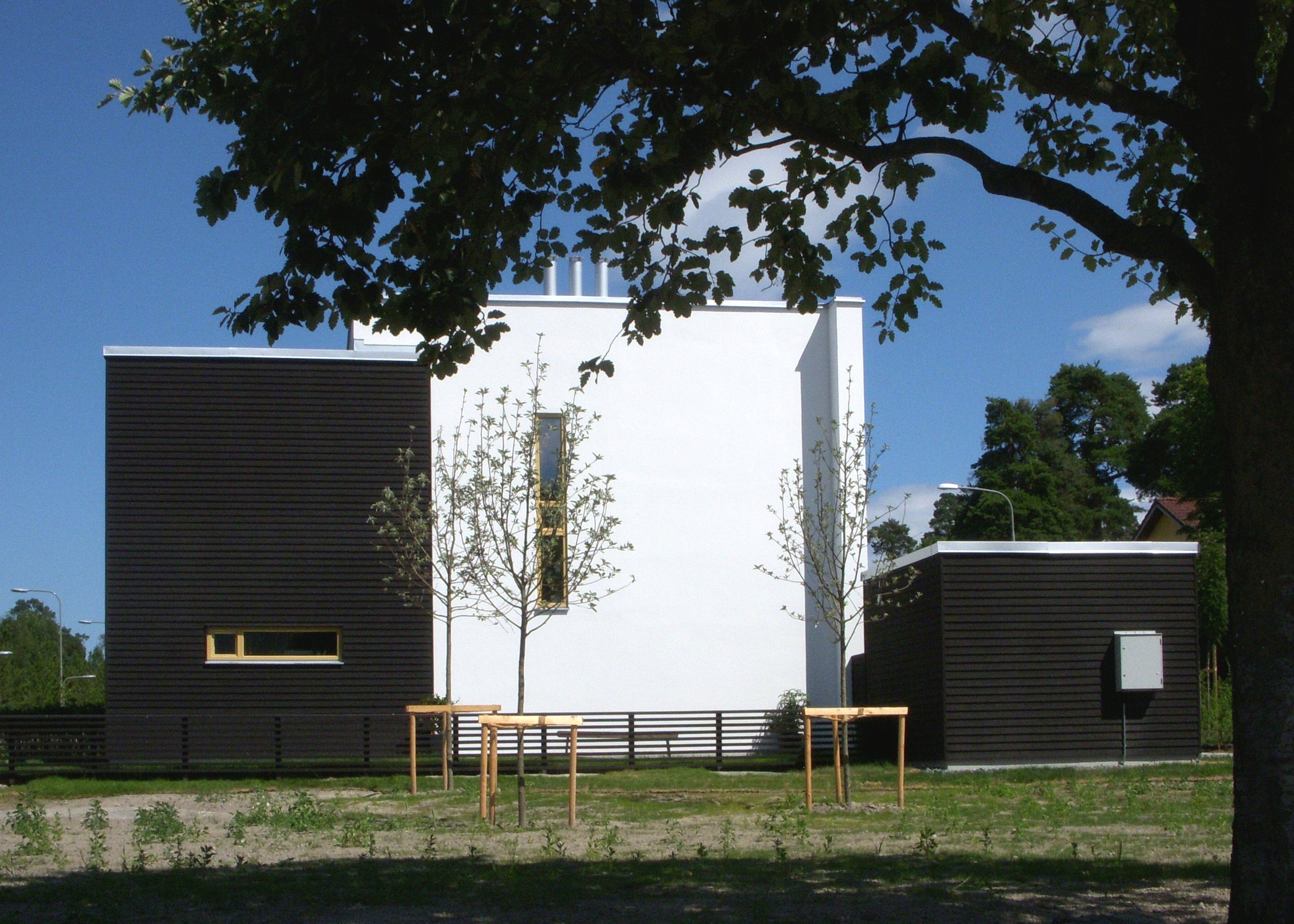
Barnmorskan 1, gavelfasad mot Gamla Tyresövägen
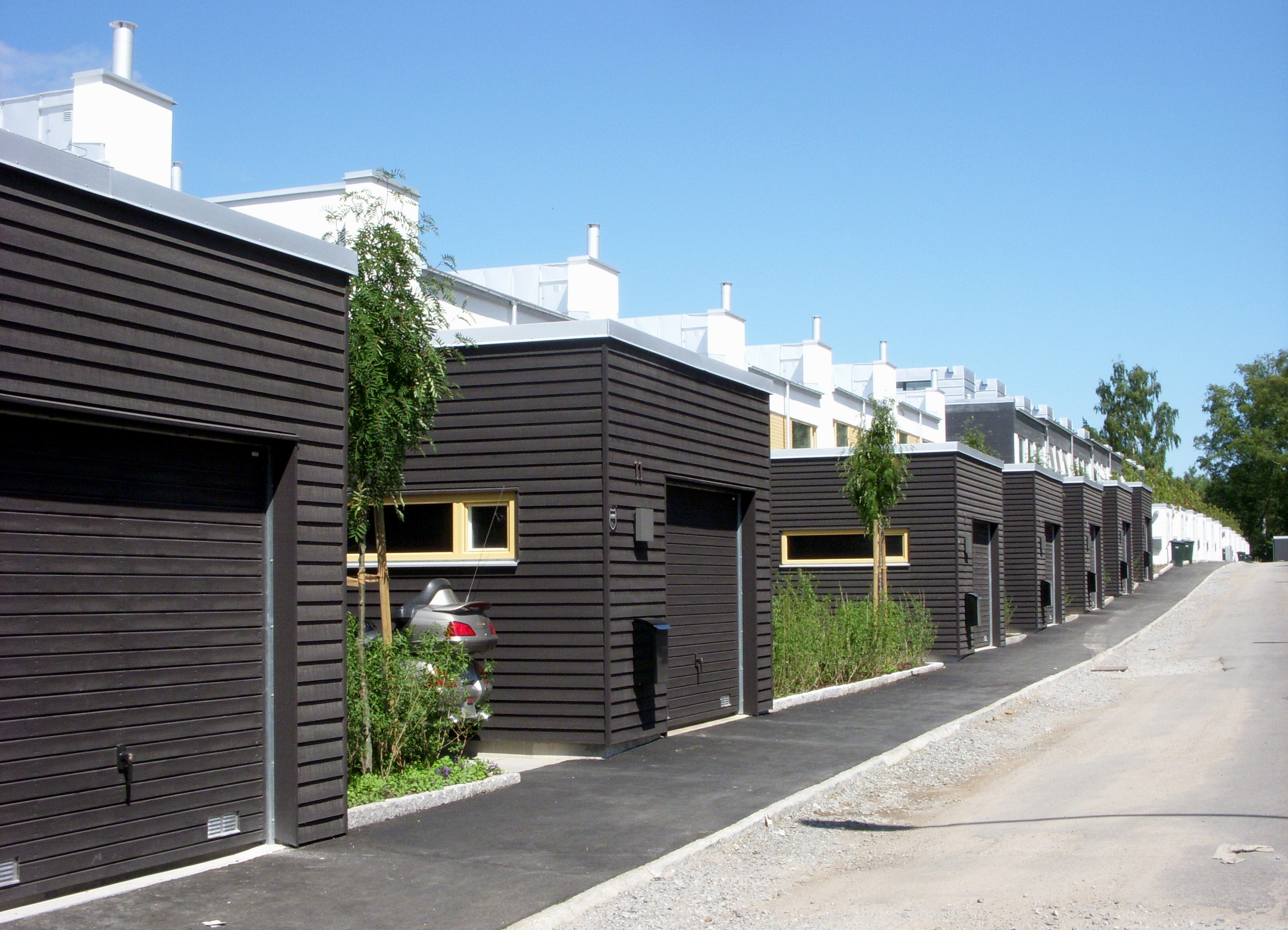
Barnmorskan 1, fasader mot Dalgårdsvägen
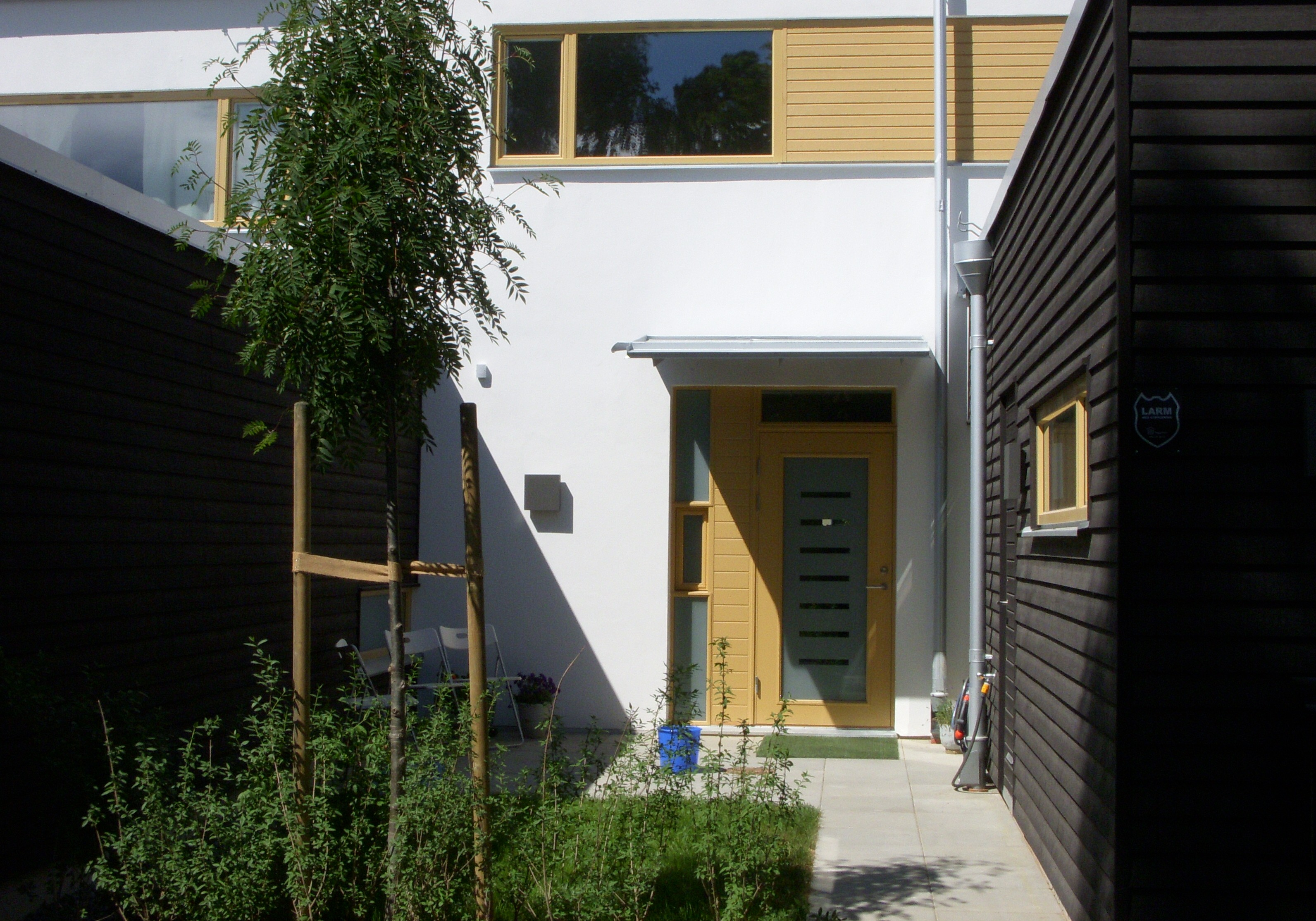
Barnmorskan 1, bostadsentré
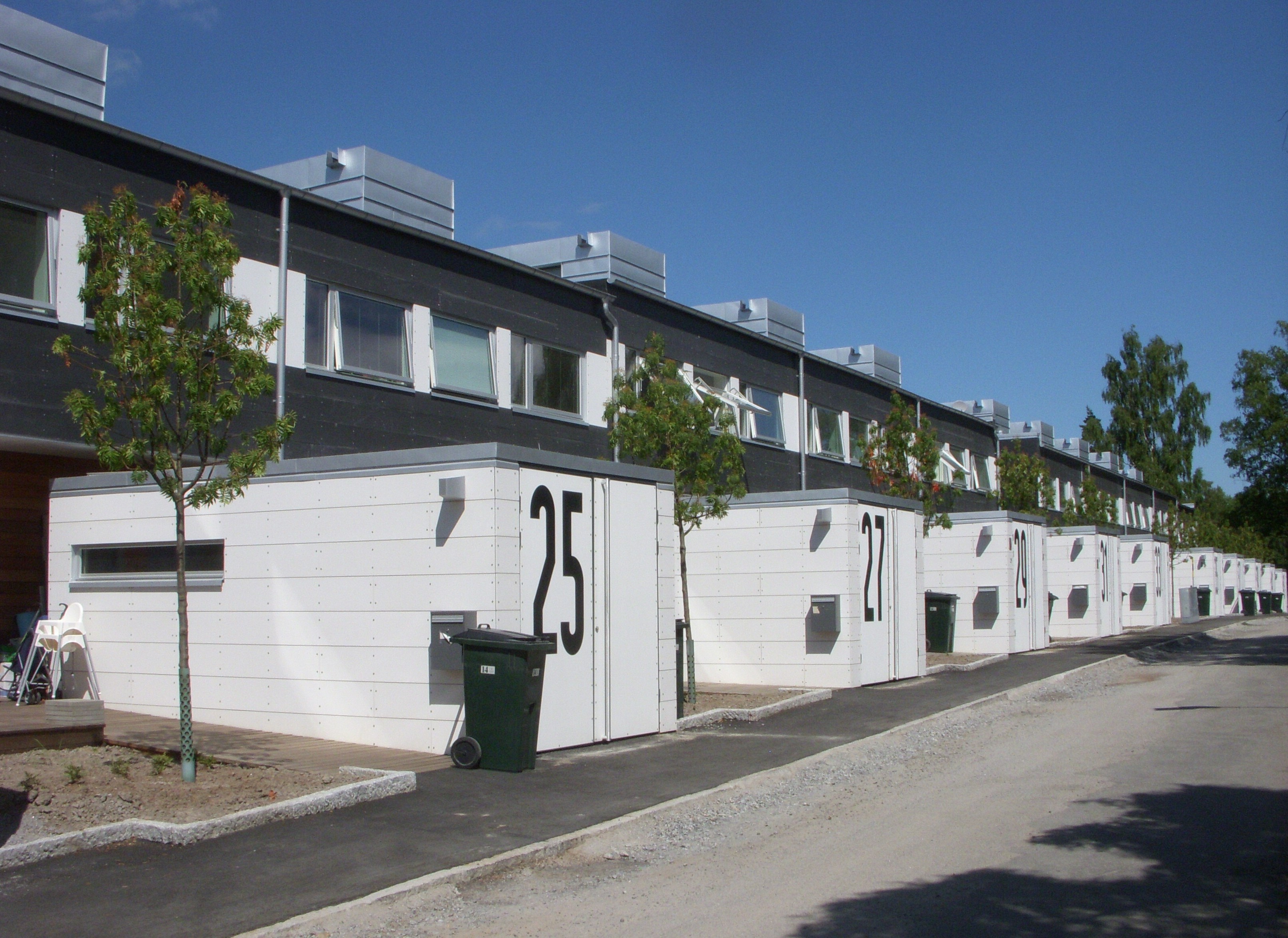
Barnmorskan 2, fasader mot Dalgårdsvägen